# Epidendrum carnosiflorum
Epidendrum carnosiflorum är en orkidéart som beskrevs av Charles Schweinfurth. Epidendrum carnosiflorum ingår i släktet Epidendrum och familjen orkidéer. Inga underarter finns listade i Catalogue of Life.